# Kauraa
Kauraa är en ö i Finland. Den ligger i sjön Vanajavesi och i kommunerna Hattula och Tavastehus i den ekonomiska regionen  Tavastehus ekonomiska region  och landskapet Egentliga Tavastland, i den södra delen av landet, 110 km norr om huvudstaden Helsingfors. Öns area är 5,5 hektar och dess största längd är 380 meter i sydöst-nordvästlig riktning.